# 毓嵒
毓嵒（1918年5月17日—1999年1月18日），愛新覺羅氏，字巖瑞，小名小瑞子（简作小瑞），清朝宗室，書法家。他是道光帝的玄孫，也是清朝末代皇帝溥仪的族侄，曾被溥儀立為嗣子。

## 生平
毓嵒是道光帝第五子奕誴（1831年－1889年）的曾孫，祖父為載濂（1854年－1917年），承袭了贝勒并恩准加郡王衔；父為溥偁（1873年－1931年），为头品顶戴、任乾清门行走。
毓嵒生於北京王府井。幼年丧母，少年又遭遇父亲离家出走、过世等不幸。
1936年，被溥仪选定为满洲国帝宫内廷学员，帮忙管理国事。毓嵒和溥仪的关系良好。毓嵒青年时在满洲国宫中念书，在名师指导下接受正规书法训练，主要临习王羲之、颜真卿、趙孟頫和乾隆帝的书法。后来溥仪亲自指导毓嵒，临习溥仪亲笔，甚至令毓嵒代写文件。毓嵒的书法颇具功力，他擅长楷书，字写得结构严谨，舒展大方，很有唐代楷书的神韵。1943年毓嵒与满族女子馬靜蘭成婚，并随后生有二子，為恒鎮和恒鎧。1945年满洲国灭亡，毓嵒和溥仪被苏联作為战俘送往西伯利亚。
1948年，妻子马佳氏病逝，后年再婚。
1950年夏，溥仪在西伯利亚时，将毓嵒私立為「皇子」。
1950年8月，毓嵒被遣送回中国，監禁在抚顺战犯管理所，接受勞動改造。
1957年，毓嵒獲政府免诉释放。出狱后，靠教汉文及卖杂货为生。
1966年，文化大革命爆发，毓嵒因其特殊身份再次受到牵连，被發配到山西勞改做苦力。
1979年，返回北京。
1980年，他被文化部恭王府博物館聘为顾问，后陆续担任中国书画家联谊会理事、东方书画院研究会理事、长白书画研究会理事。晚年生活比较稳定。
1999年1月18日，病逝于北京，同年清明時將其骨灰安葬于遵化清东陵西侧的万佛园；在玉佛殿后、东苑6区内的山西黑墓碑上，右边刻写着他生前的签名“爱新觉罗·毓嵒”，左边注有满文，墓碑简洁，别具一格。

## 家族成员
- 生母：敬貴，富察氏
- 胞姐：毓菊英，与陳曾壽之子陳英三結婚。

- 第一任妻子：馬靜蘭
  - 長子：恆鎮（1944年－2023年8月27日)[5]
  - 長媳：杜彥玲
    - 長孫：啟瑆[6]（又名「恆瑆」）（1977年－)

  - 次子：恆鎧（1945年－）
  - 次媳：劉秀娟
    - 次孫：金英輝（譜名「啟琪」）（1980年－）
- 第二任妻子：張雲訪
  - 三子：恆鈞（1966年－）
  - 三媳：范秦（1971年－）
    - 孙女：啟桐（1996年－）

## 个人著作
- 《我随溥仪二十年∶末代皇子回忆录》 ISBN 9787800684562
- 《末代皇帝立嗣纪实》，贾英华著 , 爱新觉罗·毓嵒述 ISBN 978-7-80077-631-1